# Svarttjärnarna (Hackås socken, Jämtland)
Svarttjärnarna är en sjö i Bergs kommun i Jämtland och ingår i Ljungans huvudavrinningsområde.